# Scheibengipfeltunnel

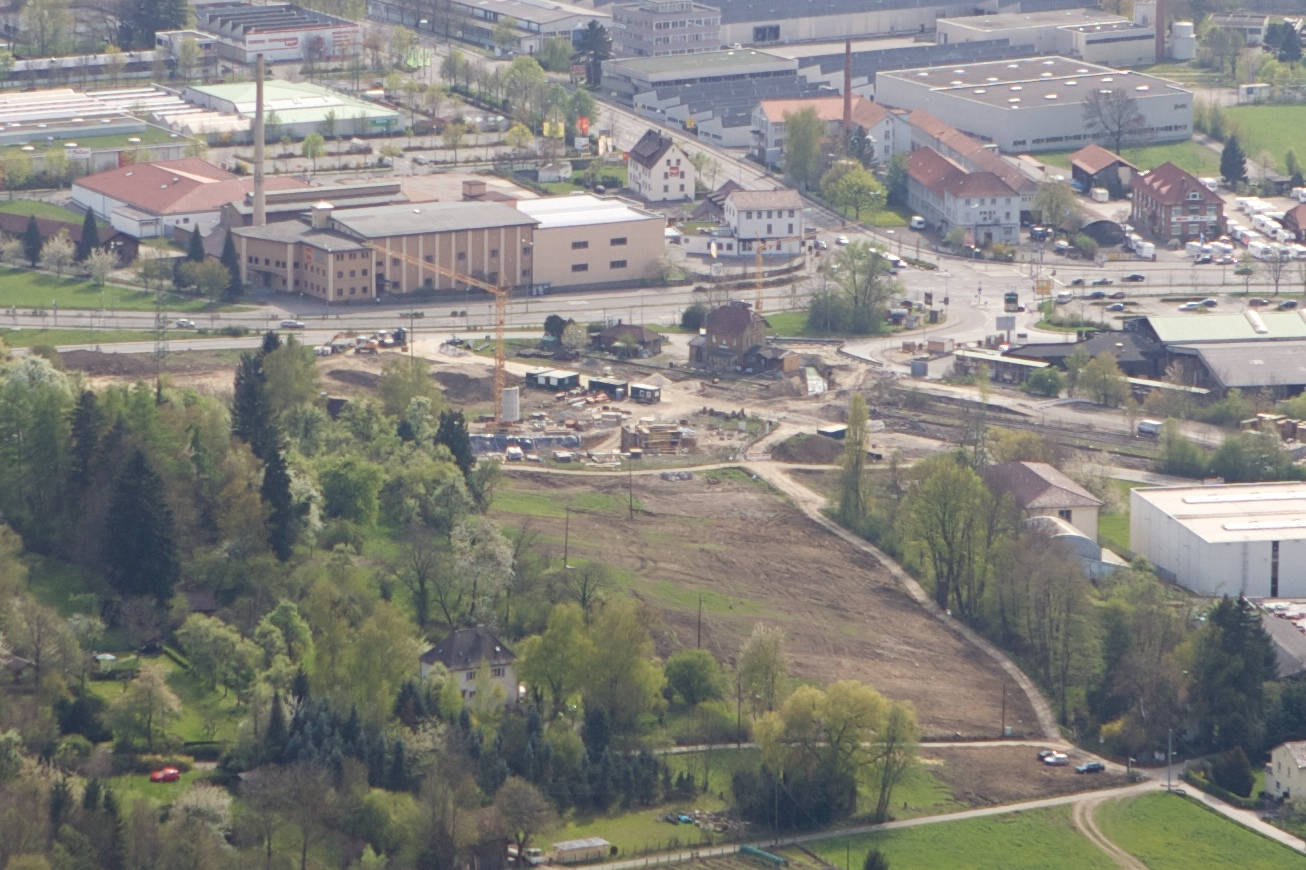
Stand der Bauarbeiten im April 2010 im Süden …

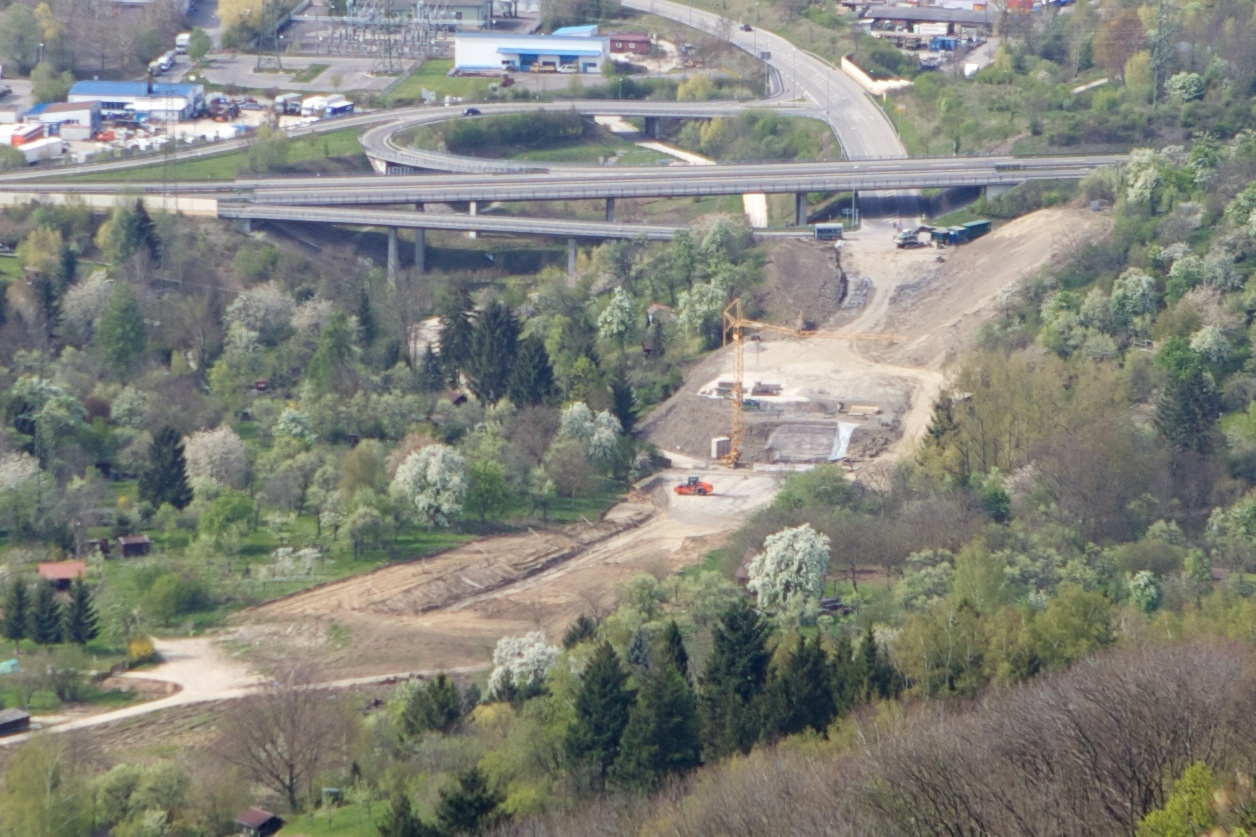
… und im Norden

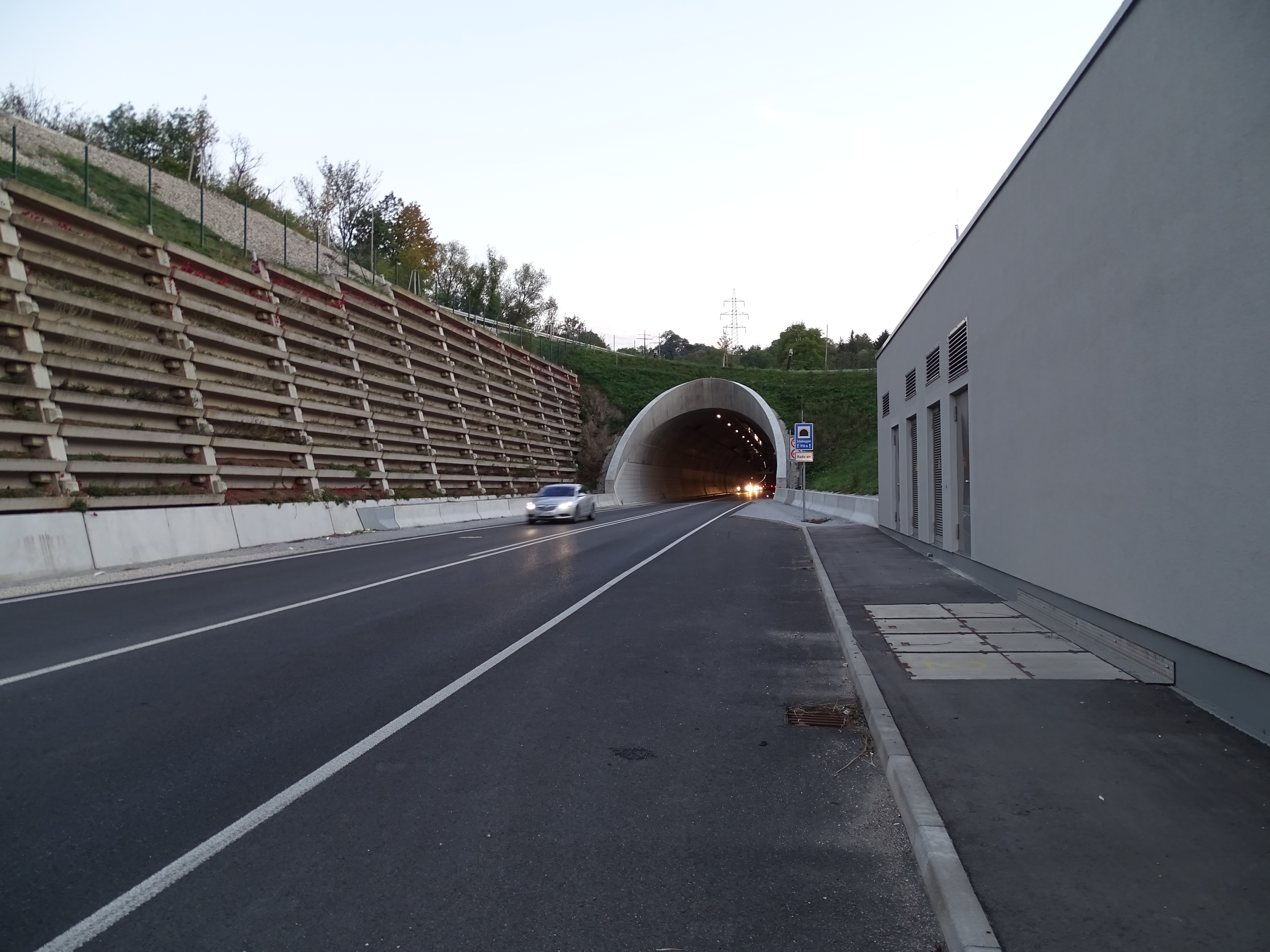
Scheibengipfeltunnel, Nordeingang

Der Scheibengipfeltunnel ist ein zweispuriger Straßentunnel am Stadtrand von Reutlingen in Baden-Württemberg. Der 1910 Meter lange Tunnel erlaubt es, den Scheibengipfel zwischen dem Stadtteil Sondelfingen und dem ehemaligen Südbahnhof an der Gemarkungsgrenze zu Eningen zu unterqueren und die Innenstadt von großen Teilen des Durchgangsverkehrs zu entlasten.
Der erste Spatenstich zum Bau der zuführenden Straßen erfolgte am 18. August 2009, der Tunnel selbst wurde von Oktober 2012 bis Oktober 2017 gebaut. Der Durchbruch am Haupttunnel wurde am 27. Januar 2014 geschafft. Von den 1910 Metern entstanden 1620 Meter in bergmännischer, der Rest in offener Bauweise.
Die Planungen für den Tunnel reichen bis in das Jahr 1967 zurück. Bevor er in den Fünf-Jahres-Plan zur Mittelvergabe für den Bundesstraßenbau aufgenommen wurde, war kritisch vorgebracht worden, dass die zu erwartende Entlastungswirkung für Reutlingens Innenstadt gering sei und der Neubau der Zufahrtsstraßen das Naherholungsgebiet an der Achalm zerschneide.
Mit der Inbetriebnahme am 27. Oktober 2017 ersetzt er den bisherigen Verlauf der Bundesstraßen B 312 und B 313. Der Tunnel verringert den Verkehr durch die Reutlinger Innenstadt um geschätzte 20.000 Fahrzeuge täglich. Das Verkehrsaufkommen lag dort 2009 bei 65.000 Fahrzeugen pro Tag. Die Kosten für die gesamte Ortsumgehung werden voraussichtlich rund 130 bis 135 Mio. Euro betragen, wovon etwa 83 Mio. Euro auf den Tunnelbau entfallen. Zusammen mit dem Ursulabergtunnel kann der Verkehr unter Umgehung von Pfullingen und Reutlingen in Nord-Süd-Richtung fließen.
Eine besondere Bedeutung für den Verkehr zwischen Stuttgart und der Schwäbischen Alb würde der Scheibengipfeltunnel in nördlicher Verlängerung durch die Realisierung der Dietwegtrasse erlangen, womit dieser zwischen Nord und Südost vollständig an Reutlingen vorbeigeführt werden würde.